# Fritz Brechbühl
Fritz Brechbühl (* 9. April 1897 in Basel; † 1. Juli 1963 ebenda) war ein Schweizer Politiker (SP).

## Leben

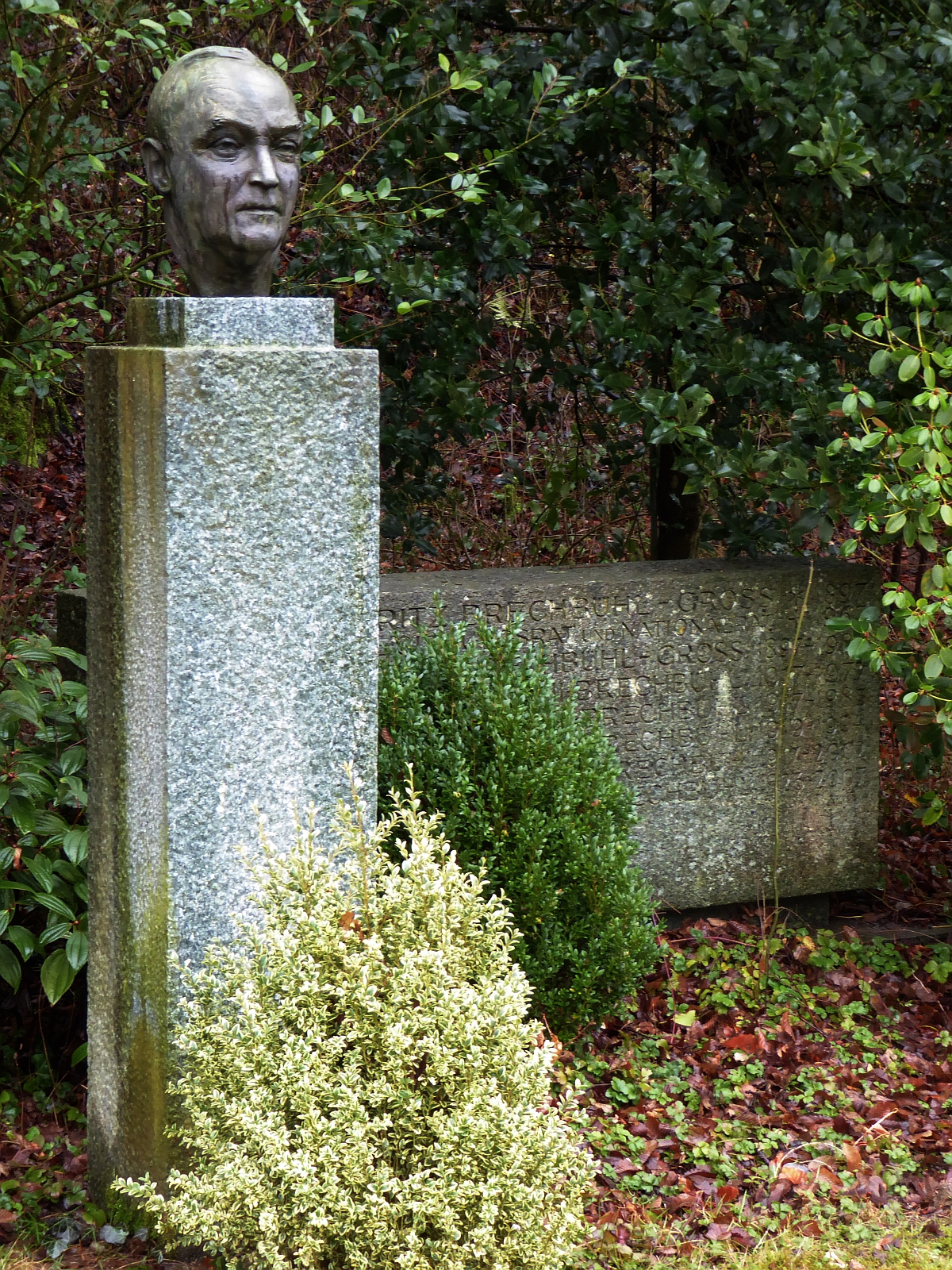
Familiengrab auf dem Friedhof am Hörnli, Riehen, Basel-Stadt

Brechbühl war Verdingbub in Schüpfen, konnte dann aber in Hölstein eine Uhrmacherlehre absolvieren. 1918 engagierte er sich als Streikleiter im Waldenburgertal. Von 1921 bis 1935 war er als VPOD-Sekretär in Basel tätig.
Im basel-städtischen Grossen Rat sass Brechbühl von 1923 bis 1935 und war als Zivilrichter von 1925 bis 1935 tätig. Von 1933 bis 1935 war er zudem Mitglied des Bankrats der Basler Kantonalbank und Obmann der Pressunion. Brechbühl war von 1935 bis 1963 Regierungsrat des Kantons Basel-Stadt sowie von 1951 bis 1963 Nationalrat. Von 1950 bis 1960 präsidierte er die SP Basel-Stadt.
Brechbühl engagierte sich als Grossrat für das Beamtengesetz von 1929. In der 1935 gewählten Regierung des Roten Basel war er als Polizeidirektor verantwortlich für die Umformung des Polizeikorps und für die relativ liberale Basler Flüchtlingspolitik im Zweiten Weltkrieg.